# 8 mars aux Jeux paralympiques d'hiver de 2014
Le samedi 8 mars aux Jeux paralympiques d'hiver de 2014 est le premier jour de compétition.

## Programme
| Heure UTC+4 (Sotchi)                          |               |
| bleu                                          | Cérémonie     |
| neutre                                        | Épreuve       |
| or                                            | Finale        |
| orange                                        | Petite finale |
| rose                                          | Reporté       |
| gris                                          | Annulé        |
| Compétition masculine                         | Hommes        |
| Compétition féminine                          | Femmes        |
| Compétition mixte (hommes et femmes mélangés) | Mixte         |
| Compétition en couple (1 homme et 1 femme)    | Couple        |
| modifier                                      |               |

L'heure indiquée est celle de Sotchi, pour l'heure Française il faut enlever 3 heures. 
| Horaire | Discipline Spécialité | Discipline Spécialité         | Discipline Spécialité | Phase                          | Résultats                                                    | Références |
| 09:30   |                       | Curling                       |                       | Phase préliminaire 1re session | 0-10                                                         |            |
| 09:30   |                       | Curling                       |                       | Phase préliminaire 1re session | 6-3                                                          |            |
| 09:30   |                       | Curling                       |                       | Phase préliminaire 1re session | 6-4                                                          |            |
| 09:30   |                       | Curling                       |                       | Phase préliminaire 1re session | 5-4                                                          |            |
| 09:30   |                       | Hockey sur luge               |                       | Manche préliminaire Groupe A   | 1-2                                                          |            |
| 10:00   |                       | Biathlon 6 km assis           |                       | Finale                         | Andrea Eskau · Svetlana Konovalova · Olena Iurkovska         | [ 1 ]      |
| 10:00   |                       | Ski alpin Descente malvoyants |                       | Finale                         | Henrieta Farkasova · Jade Etherington · Aleksandra Frantceva | [ 2 ]      |
| 10:15   |                       | Ski alpin Descente debout     |                       | Finale                         | Marie Bochet · Inga Medvedeva · Allison Jones                | [ 2 ]      |
| 10:25   |                       | Biathlon 7,5 km assis         |                       | Finale                         | Roman Petushkov · Maksym Yarovyi · Kozo Kubo                 | [ 1 ]      |
| 10:35   |                       | Ski alpin Descente assis      |                       | Finale                         | Anna Schaffelhuber · Alana Nichols · Laurie Stephens         | [ 2 ]      |
| 10:50   |                       | Ski alpin Descente malvoyants |                       | Finale                         | Jon Santacana Maiztegui · Miroslav Haraus · Mac Marcoux      | [ 2 ]      |
| 11:10   |                       | Ski alpin Descente debout     |                       | Finale                         | Markus Salcher · Alexey Bugaev · Vincent Gauthier-Manuel     | [ 2 ]      |
| 11:50   |                       | Ski alpin Descente assis      |                       | Finale                         | Akira Kano · Josh Dueck · Takeshi Suzuki                     | [ 2 ]      |
| 12:00   |                       | Biathlon 6 km debout          |                       | Finale                         | Alena Kaoufman · Anna Milenina · Yuliia Batenkova-Bauman     | [ 1 ]      |
| 12:15   |                       | Biathlon 7,5 km debout        |                       | Finale                         | Vladislav Lekomtcev · Mark Arendz · Azat Karachurin          | [ 1 ]      |
| 13:00   |                       | Hockey sur luge               |                       | Manche préliminaire Groupe A   | 10-1                                                         |            |
| 13:05   |                       | Biathlon 6 km malvoyants      |                       | Finale                         | Mikhalina Lyssova · Iuliia Budaleeva · Oksana Shyshkova      | [ 1 ]      |
| 13:44   |                       | Biathlon 7,5 km malvoyants    |                       | Finale                         | Vitaliy Lukyanenko · Nikolay Polukhin · Vasili Shaptsiaboi   | [ 1 ]      |
| 15:30   |                       | Curling                       |                       | Phase préliminaire 2e session  | 3-7                                                          |            |
| 15:30   |                       | Curling                       |                       | Phase préliminaire 2e session  | 7-6                                                          |            |
| 15:30   |                       | Curling                       |                       | Phase préliminaire 2e session  | 5-9                                                          |            |
| 15:30   |                       | Curling                       |                       | Phase préliminaire 2e session  | 5-4                                                          |            |
| 16:30   |                       | Hockey sur luge               |                       | Manche préliminaire Groupe B   | 5-1                                                          |            |
| 20:00   |                       | Hockey sur luge               |                       | Manche préliminaire Groupe B   | 2-3                                                          |            |

### Médailles du jour
| Rang  | Nation          | Or | Argent | Bronze | Total |
| ----- | --------------- | -- | ------ | ------ | ----- |
| 1     | Russie          | 4  | 6      | 2      | 12    |
| 2     | Allemagne       | 2  | 0      | 0      | 2     |
| 3     | Ukraine         | 1  | 1      | 3      | 5     |
| 4     | Slovaquie       | 1  | 1      | 0      | 2     |
| 5     | Japon           | 1  | 0      | 2      | 3     |
| 6     | France          | 1  | 0      | 1      | 2     |
| 7     | Autriche        | 1  | 0      | 0      | 1     |
| -     | Espagne         | 1  | 0      | 0      | 1     |
| 9     | Canada          | 0  | 2      | 1      | 3     |
| 10    | États-Unis      | 0  | 1      | 2      | 3     |
| 11    | Grande-Bretagne | 0  | 1      | 0      | 1     |
| 12    | Biélorussie     | 0  | 0      | 1      | 1     |
| Total | Total           | 12 | 12     | 12     | 36    |